# 大網亜矢乃
大網 亜矢乃（おおあみ あやの、1984年12月31日 - ）は、日本の女優。

## 人物・来歴
- 東京都出身。
- 一人っ子である。
- 高校時代は都内私立女子校で演劇部に所属し、テレビの特集番組に取り上げられた事がある。
- 2003年8月、テアトル・ド・バラードの舞台「DOJOJI」に準主役として出演。振付・演出も担当した（当時の「＠ぴあ」における公演紹介の記述より）
- 『情熱大陸』（野田社長編）
- 大の映画好き。きっかけは塚本晋也作品を見てから、という。
- 尊敬する人は、寺山修司とビョーク。
- ネクタイ、食玩、宇宙人フィギュア収集が趣味で、最近はさらにエヴァンゲリオンにもはまっており、そのグッズ収集にも燃えている様子。
- 芸能人女子フットサルチーム「carezza」の元メンバー。
- 太田彩乃と2人で「Wあやの」と呼ばれ、実際に漫才コンビを組みライブにも頻繁に出演していた。2006年の「M-1グランプリ」に出場したが、1回戦で敗退。2007年も出場し、かねてから「1回戦で敗退したらWあやのは解散」と発言していたが、1回戦を突破し、同年サンズで出場したお笑いコンビ5組の中で唯一、2回戦進出を果たした。
- イメージフォーラム映像研究所卒業。インディーズ映画に積極的に出演するようになる。
- 2010年オーディションで深作健太に見出され、映画『完全なる飼育 メイド、for you』ではヒロインを務めた。自身初となるヌードを披露し、写真集「月刊 亜矢乃」ではヘアヌードを披露した。予定はなかったが、本人の尊敬する写真家の野村佐紀子にヘアヌードで撮って欲しいと自ら希望した。
- 20代後半は海外へ一人旅をしていた
- 2011年以降、舞台の出演が多い。2014年には振り付け、演出助手、2015年には企画、初演出を務めた。

## 出演

### テレビ番組
- 情熱大陸（毎日放送） - 「野田義治」編
- TokYo,Boy（TOKYO MX） - 八丈島ロケ（松村邦洋、ホーム・チームと共演）
- ぶちぬき（テレビ東京） - 水曜日レギュラー　雨上がり決死隊　小倉優子　大網亜矢乃
- ぷっちNUKI（テレビ東京）レギュラー
- 笑いの金メダル（朝日放送）「フィーリングカップル」でカンニング竹山にあてたポエムを朗読
- タモリ倶楽部（2005年11月18日・25日、テレビ朝日）「南田裕介プレゼンツ埼京線ダービー」に出演。
- 天使らんまん（毎日放送）
- たかじんのそこまで言って委員会NP（読売テレビ）
- サンズSF工場（スカパー!・エンタ!371） - Wあやのとして レギュラーMC
- 私をケイバに連れてって（BSフジ） - レギュラー
- シックスハンター（テレビ愛知） - ゆうたろう、二宮歩美、鈴木茜、海川ひとみ、小口もな美、藤井梨花らと共演。-レギュラー
- 小林恵美のキレイのもと（食と旅のフーディーズTV） - レギュラー（Wあやのとして）
- あにてれ情報局 → あにてれ情報局 わお → Re:あにてれ情報局（2007年４月〜、テレビ東京）レギュラー
- 浜ちゃんと!（2007年11月、読売テレビ）「NHK（ニューほっしゃん。企画）とくぎ自慢」
- 夢の扉 〜NEXT DOOR〜（TBSテレビ）・
- 『ぷっ』すま（2008年6月10日、テレビ朝日）
- 「ペア当て眼力バトル! リアル神経衰弱」 ・スピードワゴンのトラベルファイト（旅チャンネル）
- あらびき団（Wあやの）（TBSテレビ）
- フィッシング・ナウ2（2009年3月 - 2010年3月、TOKYO MXほか）レギュラー
- 帰ってきた！あにてれ情報局４（2017年10月、テレビ東京）
- もう帰ってきた！あにてれ情報局（2018年、テレビ東京）

### テレビドラマ
- 五星戦隊ダイレンジャー 第11話（1993年5月7日、テレビ朝日）- 少女 役
- 超力戦隊オーレンジャー 第36話（1995年11月17日、テレビ朝日） - 智美 役
- 花より男子（2005年、TBSテレビ）
- ライオン丸G（2006年10月1日、テレビ東京）- ユカ 役
- 税務調査官・窓際太郎の事件簿 第17作「休暇の宮崎旅行が一転！教育現場で大金が…闇に葬られた死体と告発！母子のために悪を斬る（2008年9月8日、TBSテレビ） - 池端幼稚園 年中クラス主任 武上紗也 役
- 西村京太郎トラベルミステリー 第57作「スーパービュー踊り子連続殺人」新宿下田2時間47分の盲点（2012年1月28日、テレビ朝日） - 森谷法律事務所 事務員 小野寺京子 役
- シークレット・ハネムーン 第2話「けだもの」（2012年、フジ系共同テレビ） - ヒロイン リサ 役
- 静岡県伊東市観光動画ドラマ「がんばれ伊東ちゃん！」（2018年） - ヒロイン ゆきな 役
- 六本木クラス（2022年7月28日、テレビ朝日） - 綾瀬麻紀 役
- ケイジとケンジ、時々ハンジ。 最終話（2023年6月8日、テレビ朝日） - 近藤恵美 役[1]
- ダブルチート 偽りの警官 Season1 第1話（2024年4月26日、テレビ東京・WOWOW） - ホステス 役
- 民王R （2024年、テレビ朝日） - 記者 役

### ラジオ
- WANTED!（2005年4月4日～9月26日、TOKYO FM） - 月曜レギュラー
- サンズRainbow Kiss（Kiss-FM KOBE）
- さくらのブロラジ（2007年、ラジオ関西） - （聴取可能）

### 舞台
- DOJOJI（2003年8月、東京芸術劇場）振り付け　主演
- ピヴォ★ガール（2006年1月、サンシャイン劇場）
- Kiss Me You 〜頑張ったシンプー達へ〜（2006年2月、スペース・ゼロ）
- いつかひーろーに（2006年6月、シアターVアカサカ）
- feel trip（2008年1月17日-20日、青山スパイラルホール）　作•演出　松本哲也
- 劇団ナカゴー公演「自転車の盗難」（2009年1月、王子小劇場）
- ザ☆夕方カレー「スプーンおじさん」（2009年7月、アトリエフォンティーヌ）作•演出　秋葉高彰
- 劇団ナカゴー公演「リベンジャーズトラジディ」（2010年2月、王子小劇場）
- 檻の中の懲りない女たち（2010年6月、銀座小劇場） - 主演 なるせゆうせい演出
- 劇団 tumazukinoishi 『ハバカリ・ザマin寝覚子SA2010夏　』下北沢スズナリ劇場　（作•スエヒロケイスケ　演出•寺十悟）
- マコンドープロデュース「東京の空に」2011年4月2日〜10日、王子小劇場（作•演出　倉本朋幸）
- 財団、江本純子 vol.5「日本全国奇形鍋」 （2011年9月1日-4日、SPACE雑遊）
- Projection Mapping & Performance 『白夜 -BYAKUYA-』 （作・演出 奥秀太郎 振付：黒田育世） 2011年10月 ＠原美術館・中庭
- Projection Mapping & Performance 『銀の匙』 （作・演出 奥秀太郎 振付：黒田育世） 2011年12月 ＠三宿SUNDAY
- 劇団tumazuinoishi『ストレンジャー彼女』 （作•スエヒロケイスケ演出：寺十悟）  2012年3月28日〜4月1日＠SPACE雑遊
- 劇団tumazukinoishi『HEAVEN ELEVEN OF THE DEAD』主演（作•スエヒロケイスケ演出：寺十悟）2012年9月下北沢スズナリ劇場
- オーストラマコンドー『好き好き大好き超愛してる』TOKYO FM HALL　2012年　（作•演出　倉本朋幸）
- GULL COMPANY vol.1「その日/比類なき明日の君へ」（2013年11月20日 - 23日、Basement MONSTAR）
- オーストラマコンドー『さらば箱船』（2014年2月、吉祥寺シアター）　（作•演出　倉本朋幸）
- 浮間ベースプロジェクト『単純明快なラブストーリー』（作•演出　倉本朋幸）
- 『ガーデン』吉祥寺シアター（作•田村孝裕・和田憲明）オフィスコットーネ
- 浮間ベースプロジェクト『単純明快なラブストーリー2』（2015年）（作•演出　倉本朋幸）
- 東京カンカンブラザーズ『金色の雨』吉祥寺シアター
- オーストラマコンドー『ザンジコイヤー』信濃の国、原始感覚美術祭2015（作•演出　倉本朋幸）
- 東京カンカンブラザーズ『グルーミングビューティ』中野ザポケット
- 居酒屋ベースボール「月の兎」主演　（作•演出　えのもとぐりむ）
- 『ソウサイノチチル』（作•演出えのもとぐりむ）
- 『盾と矛とちはる』　（作•演出　倉本朋幸）
- リーディング劇　『ふたり』　（作•演出　倉本朋幸）
- ガジラ「ドグラ・マグラ」（演出・鐘下辰男）
- 茶話会✖️あっちこっちドイツ演劇　共同企画　 マリアンナ・ザルツマン「娼婦の子ども、靴屋の徒弟」 （翻訳、演出　大川珠季）
- さよなら光くん、さよなら影さん　（作•演出　倉本朋幸）
- 東京カンカンブラザーズ『蘭と夏の終わり』中野ザポケット
- 名探偵ドイル君幽鬼屋敷の惨劇（天願大介演出）（2019年、赤坂レッドシアター）主演
- 同じ空をみている（演出　萩庭貞明）（2019年、中野BONBON）主演
- ゴーストたちの憂鬱（演出　萩庭貞明）（2021年、グリーンシアタービックツリー）ヒロイン

### スタッフ　演出
- 『note』2008年（監督）
- 映画『書の道』2009年（制作部）
- 映画『海の上の君は、いつも笑顔。』2009年（制作部）
- 舞台『熱海殺人事件』2014年演出　伊藤秀裕（振り付け、演出助手）[2]
- 舞台『窒息』2015年作、演出　金沢知樹（演出助手）
- 舞台『ブリキの卓袱台』（企画、脚色、演出）
- 映画『身体を売ったらサヨウナラ』（内田英治監督）インタビュー、取材班

### インターネット番組
- あにてれ情報局ブロードバンド → あにてれ情報局 わおブロードバンド → Re:あにてれ情報局ブロードバンドレギュラー

### 映画
- ハルキwebシネマ Vol.1 ネオホラーシリーズ「キム・タク」（2006年、ハルキWebシネマ製作委員会） - 主演 エリ 役
- 丘のうえから （2008年12月公開、丘のうえから製作委員会）- 内田美穂 役
- 海の上の君は、いつも笑顔。（2009年5月9日公開、オフィスキタ） - 渚 役
- 完全なる飼育 メイド、for you（2010年1月30日公開、ゴー・シネマ） - ヒロイン 苺（二宮直子）役
- カケラ（2010年4月3日公開、ピクチャーズデプト）
- ナチュラル・ウーマン2010（2010年4月17日公開、ゴー・シネマ） -  主演 村田容子 役
- いつもより素敵な夜に（2010年10月30日公開、アルゴ・ピクチャーズ）
- 霊界の扉（2011年)
- サウダーヂ（2011年、富田克也監督） - リン 役
- 第64回 ロカルノ国際映画祭 「ボッカリーノ賞」受賞、第66回 毎日映画コンクール 日本映画優秀賞、監督賞
- キリン POINT OF NO-RETURN！（2011年、大鶴義丹監督） - ヒロイン
- 白夜-BYAKUYA-（2012年、奥秀太郎監督）
- 愛と誠（2012年、三池崇史監督） - いずみ 役
- ムンクの叫び（葉山陽一郎監督） - ヒロイン・白石怜子 役
- 透明人間（2012年、88分、金允洙監督） - ヒロイン・蓮華 役
- NEW NEIGHBOR（2013年、Norman England監督） - 主演
- 台風一家（2014年、奥秀太郎監督） - 由美 役
- BRUTAL(2017年、廣瀬貴士監督） - 主演
- エス（2024年、太田真博監督）[3]

短編映画
- scene through（監督：早坂亮輔） - アンナ 役
- くるくるぱぁ（監督：葛上昇悟）
- おてて（監督：松井一生）
- ストリートビュー（監督：古賀奏一郎） - 後藤佐知 役
- 鈴子の25歳（監督：松井美帆） - 主演・鈴子 役
- BANDAGED - 主演 / アメリカ The Sacramento Horror Film Festival 2011上映作品
- MOOSIC LAB2012「家をたてること」（監督：長谷部大輔） - 香織 役
- くにこマイル（監督： 渡邉高章） - 主演・くにこ 役 ※福井映画祭入選
- 中川突矢監督ドグマ９６「走れ！」 - 主演・あや 役
- 『savage night』監督：Kristof Sagna
- 東京ノワール（2018年8月4日、ヤマシタマサ監督） - なっちゃん　役[4][5]
- I Forget（2020年　監督： 渡邉高章）　ヒロイン　　第24回長岡インディーズムービーコンペティション　グランプリ受賞

### Vシネマ
- フラワー（2013年） - ヒロイン　モモコ 役
- フラワー2（2013年） - ヒロイン　モモコ 役

### CD
- アニソンぷらす×アニメ☆ダンス コレクション（2009年）
「残酷な天使のテーゼ」で参加
- おにいちゃんCD Advance

carezza
- 5 on 5（2005年9月28日、作詞・Caoru、小島くるみ。作曲・813）
- VICTORY!（2007年1月10日）
- CRAZY FOR LOVE（2007年12月5日）

### CM
- プロピア
- 富士フイルム　FinePixF30 ダントツ高感度編
- オリエンタルバイオ　（2017年〜2019年）

### 広告
- ClearSoundPort(2017)
- レミーマルタン（2018)web

### その他
- フォトイメージングエキスポ2005 イメージガール（2005年）
- オンラインゲーム「アルティメット学園『乱』」イメージガール（2006年）

## リリース作品

### 写真集
- 0の楽園（パラダイス）（2004年11月、音楽専科社　撮影：野村誠一）ISBN 978-4872791716
- 月刊 亜矢乃(SHINCHO MOOK 125)（2010年1月、新潮社　撮影：野村佐紀子）ISBN 978-4107902115
- Emotion―化身―（2011年5月、音楽専科社　撮影：橋本雅司）ISBN 978-4872792409
- ユメ（2017年　デジタル写真集　撮影：岩澤高雄）キノッピー

### その他出版物
- 2006年度版カレンダー（2005年10月、ハゴロモ）

### DVD
- NOVAE -debut- DVD-BOX（2004年8月）
- 山岸伸デジタル写真集1 （2004年9月、ソフトバンククリエイティブ）
- 0（ゼロ）の楽園（2005年3月、GPミュージアムソフト）
- くせになる（2005年11月、ジェネオンエンタテインメント）

オムニバス作品
- W あやの（2007年5月、エイベックス・マーケティング）- 共演者：太田彩乃
- YEAH！YEAH！YEAH！